# Chylismia specicola
Chylismia specicola är en dunörtsväxtart. Chylismia specicola ingår i släktet Chylismia och familjen dunörtsväxter.

## Underarter
Arten delas in i följande underarter:
- C. s. hesperia
- C. s. specicola